# Liste der Bodendenkmale in Naumburg (Saale)
In der Liste der Bodendenkmale in Naumburg (Saale) sind alle Bodendenkmale der Stadt Naumburg (Saale) und ihrer Ortsteile aufgelistet. Grundlage ist die Veröffentlichung der Landesdenkmalliste mit Stand vom 25. Februar 2016. Die Baudenkmale sind in der Liste der Kulturdenkmale in Naumburg (Saale) aufgeführt.
| Denkmal-ID | Fundart             | Ortsteil    | Bezeichnung                                                | Zeitstellung  | Lage                                                                                | Bemerkungen | Bild |
| ---------- | ------------------- | ----------- | ---------------------------------------------------------- | ------------- | ----------------------------------------------------------------------------------- | --- | ---- |
| 428300638  |                     | Almrich     | Brunnenschacht im Sperlingsholz                            | undatiert     | im Sperlingsholz, zwischen zwei Waldwegen nach Flemmingen ()                        | offener Brunnenschacht, Durchmesser ca. 1 m |      |
| 428300637  | Befestigung > Burg  | Almrich     | Veste „Aldenburg“, „Burgscheidel“, Wallgraben              | Mittelalter   | unmittelbar über dem Dorf ()                                                        | Spornlage südöstlich über dem Ort, z. T. terrassiert, Wälle oder Gräben obertägig nicht mehr erhalten                                                                                              |      |
| 428300646  | Befestigung         | Almrich     | Befestigung                                                | Paläolithikum | am Bismarckturm (Lage)                                                              | Befunde eventuell zur ‚Veste Aldenburg‘ gehörend |      |
| 428300153  | Befestigung > Burg  | Almrich     | Talrandburg Hunnenburg                                     | Mittelalter   | 1,2 km westlich vom Ort ()                                                          | mit Weinstöcken bepflanzt |      |
| 428300657  | Grabmal > Grabhügel | Almrich     | Grabhügel oder Befestigung                                 | undatiert     | nördlich von Naumburg, 370 m südwestlich vom Bad „Blütengrund“ ()                   | flacher unscheinbarer Hügel |      |
| 428300636  | Grabmal > Grabhügel | Altenburg   | Grabhügel oder Befestigung                                 | undatiert     | südöstlich vom Ort (Lage)                                                           | Hügelanschüttung wohl kein Grabhügel, eher als Turmhügel zu betrachten |      |
| 428300639  | Befestigung         | Bad Kösen   | Befestigung                                                | undatiert     | östlicher Ortsrand ()                                                               | Grabungsbefund |      |
| 428300154  | Befestigung > Burg  | Bad Kösen   | Talrandburg „Rudelsburg“                                   | Bronzezeit    | 2,2 km südwestlich vom Ort, 400 m östlich Burg „Saaleck“ (Lage)                     | rechteckige Kernburg mit Osten vorgelagerter großer ummauerter Vorburg |      |
| 428300155  | Grabmal > Grabhügel | Bad Kösen   | Hügelgräber „Galgenberg“, drei Grabhügel                   | Neolithikum   | östlicher Ortsrand, Kurpark am Galgenberg (Lage)                                    | im westlichen Bereich des Plateaus (‚Galgenberg‘) finden sich im Bereich des Bergspornes drei relativ große kuppenartige Erhöhungen                                                                |      |
| 428300156  | Grabmal > Grabhügel | Bad Kösen   | Hügelgräber ‚Abtissenholz‘, vier Grabhügel                 | Bronzezeit    | 1,0 km südwestlich vom Ort im „Abtischen Holz“ (Lage)                               | |      |
| 428300157  | Grabmal > Grabhügel | Bad Kösen   | Hügelgräber am „Mordtal“, drei Grabhügel                   | Neolithikum   | 1,1 km üslich vom Ort (Lage)                                                        | |      |
| 428300158  | Grabmal > Grabhügel | Boblas      | Grabhügel „Bocksroda“                                      | Neolithikum   | 2,0 km von Boblas, 1,4 km südlich von Naumburg (Lage)                               | hügelartige Erhebung im Westen mit >3 m Höhe, nach Osten schließt sich ein stark zerklüftetes Areal an                                                                                             |      |
| 428300169  | Grabmal > Grabhügel | Kleinjena   | Hügelgräberfeld, acht Grabhügel                            | Bronzezeit    | 1 km vom Ort im „Hain“ (Lage)                                                       | |      |
| 428300168  | Befestigung > Burg  | Kleinjena   | Spornburg „Kapellenberg“                                   | Mittelalter   | am südlichen Rand des Ortes (Lage)                                                  | Abschnittswall im Süden flach erhalten, im Osten und Norden Steilhang, im Westen z. T. Steilhang, z. T. künstlicher Graben                                                                         |      |
| 428300167  | Befestigung > Burg  | Kleinjena   | Talrandburg „Hausberg“                                     | Mittelalter   | S-Rand des Ortes Großjena (Lage)                                                    | durch Kleingartenanlage modern überprägt |      |
| 428300666  | Grabmal > Grabhügel | Kleinjena   | 2–4 Grabhügel                                              | undatiert     | zwischen zwei Erosionsrinnen ca. 350 m südlich von Kleinjena (Lage)                 | |      |
| 428300670  | Befestigung         | Kreipitzsch | Dom mit Resten des Grabens der mittelalterlichen Hauptburg | Mittelalter   | westlich der Altstadt ()                                                            | |      |
| 428300671  | Befestigung         | Kreipitzsch | Stadtbefestigung, Turm, Wenzelsmauer                       | Mittelalter   | Wenzelsmauer ()                                                                     | Mauerreste als Rest eines Wehrturms gedeutet, Mauerreste nach Grabung für Touristen offen gelassen                                                                                                 |      |
| 428300174  | Grabmal > Grabhügel | Naumburg    | Hügelgräbergruppe „Buchholz“, sechs Grabhügel              | Neolithikum   | 1,5 km südlich vom Ort, im „Buchholz“ (Lage)                                        | |      |
| 428300641  | Grabmal > Grabhügel | Naumburg    | Grabhügel                                                  | undatiert     | nordwestlich des Hauptbahnhofes zwischen Saale und B180, Nähe Wall „Schanze“ (Lage) | |      |
| 428300702  | Grabmal > Grabhügel | Naumburg    | zwei Grabhügel                                             | undatiert     | im Buchholz, südlich von Naumburg (Lage)                                            | |      |
| 428300176  | Grabmal > Grabhügel | Naumburg    | Grabhügel                                                  | Neolithikum   | südlicher Stadtrand, östlich vom Bürgergarten (nordöstlich der Tennisanlage) (Lage) | Hügelform sehr abgeflacht, Ausmaß nicht genau erkennbar |      |
| 428300175  | Grabmal > Grabhügel | Naumburg    | Grabhügel                                                  | undatiert     | im „Buchholz“ (Lage)                                                                | |      |
| 428300672  | Befestigung > Wall  | Naumburg    | Schanze                                                    | Neuzeit       | nahe Radwanderweg, nördlich vom HBf, östlich B 180 (Lage)                           | Napoleonische Anlage von 1814 |      |
| 428300657  | Grabmal > Grabhügel | Naumburg    | Grabhügel                                                  | undatiert     | nördlich von Naumburg, 370 m südwestlich vom Bad „Blütengrund“ (Lage)               | flacher unscheinbarer Hügel |      |
| 428300678  | Grabmal > Grabhügel | Naumburg    | Grabhügel                                                  | Neolithikum   | Bürgergarten – Stadtwald südlich von Naumburg (Lage)                                | Auf dem Hügel findet sich ein Gedenkkreuz 1813–1913. Im Süden ist eine Art Rampe aufgebaut, um den Hügel mit einem Weg zu erschließen. Auf dem Hügel befindet sich eine Sitzgruppe.                |      |
| 428300675  | Grabmal > Grabhügel | Naumburg    | Grabhügel                                                  | undatiert     | Stadtwald am südlichen Rand von Naumburg (Bürgergarten) (Lage)                      | großer Hügel mit bis zu 20 m Dm. und ca. 2,5 m Höhe |      |
| 428300677  | Grabmal > Grabhügel | Naumburg    | Grabhügel                                                  | undatiert     | südöstlicher Ortsrand, ehemalige Kleingartenanlage am Steinkreuzweg (Lage)          | Der mögliche Grabhügel liegt in einem aufgelassenen Kleingartenareal. |      |
| 428300681  |                     | Naumburg    | Kies-Sand-Hügel                                            | undatiert     | Naumburg Kletterwald ()                                                             | Bei dem Gelände handelt es sich um ein ehemaliges Kies-Sand-Abbaugebiet. Die randlich verbliebenen meist länglich ovalen Aufhügelungen sind keine Grabhügel, sondern Reste von Sandaufschüttungen. |      |
| 428300182  | Befestigung > Burg  | Saaleck     | Gipfelburg „Saaleck“                                       | Mittelalter   | südlicher Ortsrand (Lage)                                                           | ovale Anlage mit zwei Bergfrieden |      |
| 428300705  | Befestigung         | Wettaburg   | Befestigung                                                | Mittelalter   | im Ort, Kirchberg/nordöstlicher Ortsteil (Lage)                                     | Denkmal überbaut, nur Spornlage sichtbar, – im Norden möglicherweise flacher Abschnittswall |      |
| 428300152  | Befestigung > Burg  | Wettaburg   | Spornburg „Alte Burg“                                      | Mittelalter   | 1,2 km östlich vom Ort (Lage)                                                       | als Denkmal erkennbar Burghügel mit zwei westlich vorgelagerten Wall-Graben-Strukturen |      |